# 波瑟爾湖
53°15′38″N 12°57′32″E / 53.26056°N 12.95889°E
波瑟爾湖（德語：Pomelsee），是德國的湖泊，位於該國東北部梅克倫堡-前波美拉尼亞州，由梅克倫堡湖區郡負責管轄，長0.6公里、寬0.3公里，面積0.15平方公里，海拔高度56米。